# Carl Julius Bernhard Börner
Carl (ou Karl) Julius Bernhard Börner (Bremen, 28 de maio de 1880 – Naumburg, 14 de junho de 1953) foi um botânico e entomólogo alemão.
Parte de suas coleções de Collembolas estão conservadas no Museu de História Natural de Londres e no Instituto Entomológico da Alemanha em Müncheberg.
Ele também é conhecido por ter descrito formalmente 43 plantas.